# Cranopsis bocourti
Bufo bocourti là một đồng nghĩa của Bufo bocourti, là một loài cóc trong họ Bufonidae.
Nó được tìm thấy ở Guatemala và México.
Các môi trường sống tự nhiên của chúng là các khu rừng vùng núi ẩm nhiệt đới hoặc cận nhiệt đới, đồng cỏ ở cao nhiệt đới hoặc cận nhiệt đới, đầm nước ngọt có nước theo mùa, vườn nông thôn, và ao.